# Puliciphora glacialis
Puliciphora glacialis är en tvåvingeart som beskrevs av Malloch 1912. Puliciphora glacialis ingår i släktet Puliciphora och familjen puckelflugor. Inga underarter finns listade i Catalogue of Life.